# Német U21-es labdarúgó-válogatott
A Német U21-es labdarúgó-válogatott képviseli Németországot az UEFA U21-es Labdarúgó-Európa-bajnokságon, a csapatot a Német labdarúgó-szövetség irányítja, a német labdarúgás vezető szervezete.
Mielőtt egyesült volna Németország, Kelet-Németország és Nyugat-Németország külön játszott - a két csapat elválasztva játszott egészen 1990 nyaráig. Azt követően, hogy az UEFA átszervezte az ifjúsági versenyeit 1976-ban, elkezdődött a nemzetközi 21 éven aluli labdarúgás Európában. Azonban a Nyugat-német csapat nem vett részt az U21-es Európa-bajnokság selejtezőin egészen az 1982-es rendezvényig (a selejtező 1980-ban kezdődött).
Nyugat-Németország részt vett az első két U23-as rendezvényen. Az első 21 éven aluli verseny döntőjét 1978-ban tartották, és azóta a szabály az, hogy a játékosoknak 21 évesnek vagy az alattinak kell lenniük a kétéves rendezvény kezdetekor, így gyakorlatilag ez egy U23-as verseny.

## U23-as labdarúgó-Európa-bajnokság szereplés
Nyugat-Németországként versenyezve:
- 1972: Negyeddöntős.
- 1974: Nem jutott ki. A 2. helyen végzett a 3 csapatból a selejtező csoportban.
- 1976: Nem indult.

## U21-es labdarúgó-Európa-bajnokság szereplés
Nyugat-Németországként versenyezve:
- 1978: Nem indult.
- 1980: Nem indult.
- 1982: Döntős
- 1984: Elődöntős.
- 1986: Nem jutott ki. A 3. helyen végzett a 4 csapatból a selejtező csoportban.
- 1988: Negyeddöntős.
- 1990: Negyeddöntős.

Németországként versenyezve:
- 1992: Negyeddöntős.
- 1994: Nem jutott ki. A 2. helyen végzett az 5 csapatból a selejtező csoportban.
- 1996: Negyeddöntős.
- 1998: Negyeddöntős.
- 2000: Nem jutott ki. A 2. helyen végzett az 5 csapatból a selejtező csoportban. A 9. legjobb 2. helyezett volt (a legjobb 7 kvalifikálja magát a rájátszásba)
- 2002: Nem jutott ki. A 3. helyen végzett az 5 csapatból a selejtező csoportban.
- 2004: A 3. helyen végzett a 4 csapatból a csoportmérkőzéseken.
- 2006: A 3. helyen végzett a 4 csapatból a csoportmérkőzéseken.
- 2007: Nem jutott ki. Veszített Anglia ellen a rájátszásban.
- 2009: Aranyérmes
- 2011: Nem jutott ki.
- 2013: Csoportkör
- 2015: Bronzérmes
- 2017: Aranyérmes
- 2019: Döntős
- 2021:

## Olimpiai szereplés
- 1992: Nem jutott ki
- 1996: Nem jutott ki
- 2000: Nem jutott ki
- 2004: Nem jutott ki
- 2008: Nem jutott ki
- 2012: Nem jutott ki

## Keret
A német válogatott kerete az U21-es labdarúgó-Európa-bajnokság mérkőzéseire.

### Jelenlegi keret
A 2021. március 24-i állapotnak megfelelően.
| Szám | Poszt       | Név                | Születési dátum (kor)         | Válogatottság | Gólok | Klub                             |
| ---- | ----------- | ------------------ | ----------------------------- | ------------- | ----- | -------------------------------- |
| 1    | kapus       | Markus Schubert    | 1998. június 12. (26 éves)    | 6             | 0     | Eintracht Frankfurt (kölcsönben) |
| 12   | kapus       | Finn Dahmen        | 1998. március 27. (26 éves)   | 2             | 0     | 1. FSV Mainz 05                  |
| 23   | kapus       | Lennart Grill      | 1999. január 25. (26 éves)    | 7             | 0     | Bayer 04 Leverkusen              |
|      |             |                    |                               |               |       |                                  |
| 2    | hátvéd      | Josha Vagnoman     | 2000. december 11. (24 éves)  | 4             | 0     | Hamburger SV                     |
| 3    | hátvéd      | David Raum         | 1998. április 22. (26 éves)   | 2             | 0     | SpVgg Greuther Fürth             |
| 4    | hátvéd      | Nico Schlotterbeck | 1999. december 1. (25 éves)   | 7             | 3     | 1. FC Union Berlin               |
| 5    | hátvéd      | Amos Pieper        | 1998. január 17. (27 éves)    | 4             | 0     | Arminia Bielefeld                |
| 14   | hátvéd      | Stephan Ambrosius  | 1998. december 18. (26 éves)  | 1             | 0     | Hamburger SV                     |
| 16   | hátvéd      | Malick Thiaw       | 2001. augusztus 8. (23 éves)  | 0             | 0     | FC Schalke 04                    |
| 19   | hátvéd      | Maxim Leitsch      | 1998. május 18. (26 éves)     | 3             | 0     | VfL Bochum                       |
| 21   | hátvéd      | Ridle Baku         | 1998. április 8. (26 éves)    | 8             | 0     | VfL Wolfsburg                    |
|      |             |                    |                               |               |       |                                  |
| 6    | középpályás | Niklas Dorsch      | 1998. január 15. (27 éves)    | 8             | 1     | KAA Gent                         |
| 8    | középpályás | Arne Maier         | 1999. január 8. (26 éves)     | 12            | 1     | Arminia Bielefeld                |
| 13   | középpályás | Salih Özcan        | 1998. január 11. (27 éves)    | 11            | 1     | 1. FC Köln                       |
| 17   | középpályás | Anton Stach        | 1998. november 15. (26 éves)  | 0             | 0     | SpVgg Greuther Fürth             |
| 20   | középpályás | Vitaly Janelt      | 1998. május 10. (26 éves)     | 6             | 0     | Brentford FC                     |
| 22   | középpályás | Mateo Klimowicz    | 2000. július 6. (24 éves)     | 0             | 0     | VfB Stuttgart                    |
|      |             |                    |                               |               |       |                                  |
| 7    | csatár      | Youssoufa Moukoko  | 2004. november 20. (20 éves)  | 0             | 0     | Borussia Dortmund                |
| 9    | csatár      | Jonathan Burkardt  | 2000. július 11. (24 éves)    | 5             | 2     | 1. FSV Mainz 05                  |
| 10   | csatár      | Lukas Nmecha       | 1998. december 14. (26 éves)  | 14            | 8     | RSC Anderlecht                   |
| 11   | csatár      | Mërgim Berisha     | 1998. május 11. (26 éves)     | 7             | 1     | FC Red Bull Salzburg             |
| 15   | csatár      | Ismail Jakobs      | 1999. augusztus 17. (25 éves) | 4             | 0     | 1. FC Köln                       |
| 18   | csatár      | Florian Krüger     | 1999. február 13. (26 éves)   | 5             | 1     | FC Erzgebirge Aue                |

## Szövetségi kapitányok
- Berti Vogts (1979-1990)
- Hannes Löhr (1990-2002)
- Jürgen Kohler (2002-2003)
- Uli Stielike (2003-2004)
- Dieter Eilts (2004-2008)
- Horst Hrubesch (2008-2009)
- Rainer Adrion (2009-2013)
- Horst Hrubesch (2013-2016)
- Stefan Kuntz (2016-)

## Lásd még
- U21-es labdarúgó-Európa-bajnokság
- Német labdarúgó-válogatott
- Német U23-as labdarúgó-válogatott
- Német női labdarúgó-válogatott

## Külső hivatkozások
- UEFA Under-21 website Tartalmazza az összes eredmény archívumát
- The Rec.Sport.Soccer Statistics Foundation Tartalmazza az összes U-21-es/U-23-as Eb eredményét.
- Transfermarkt.de A német U21-es válogatott - mindenkori - kerete